# لنارت هانلیوس
لنارت هانلیوس (انگلیسی: Lennart Hannelius; ۸ نوامبر ۱۸۹۳ – ۴ مهٔ ۱۹۵۰) ورزشکار اهل فنلاند بود.
وی در مسابقات کشوری و بین‌المللی در مجموع برندهٔ ۱ مدال برنز شده‌است.